# Anne Jousset
Pour les articles homonymes, voir Jousset.
Anne Jousset est une actrice française née le 20 octobre 1953 à Neuilly-sur-Seine.

## Biographie
Entre 1978 et 1984, elle fut la compagne de Daniel Auteuil. En 1981 est née leur fille, Aurore Auteuil.

## Filmographie

### Cinéma
- 1973 : La Virée superbe de Gérard Vergez
- 1975 : Attention les yeux, de Gérard Pirès.
- 1975 : Lily aime-moi, de Maurice Dugowson.
- 1977 : Dernière sortie avant Roissy, de Bernard Paul.
- 1977 : Le Gang de Jacques Deray
- 1978 : Les héros n'ont pas froid aux oreilles, de Charles Némès.
- 1979 : À nous deux, de Claude Lelouch.
- 1979 : Pierrot mon ami, de François Leterrier.
- 1980 : L'Entourloupe, de Gérard Pirès - Valérie
- 1980 : La Banquière, de Francis Girod.
- 1982 : T'empêches tout le monde de dormir, de Gérard Lauzier.
- 1988 : Contrainte par corps de Serge Leroy -  Vicky

### Télévision
- 1977 : L'Enlèvement du régent - Le chevalier d'Harmental de Gérard Vergez
- 1983 : Cinéma 16 - téléfilm : Un psy pour deux de Serge Korber - Franchot
- 1991 : L'ordinateur amoureux, téléfilm de Henri Helman

## Théâtre
- 1972 : Godspell, Théâtre de la Porte-Saint-Martin
- 1974 : Chez Pierrot de Jean-Claude Grumberg, mise en scène Gérard Vergez, Théâtre de l'Atelier
- 1975 : L'Intervention de Victor Haïm, mise en scène Jean-Claude Robbe, Café-Théâtre Le Sélénite
- 1976 : Le Rire du fou de Gabriel Garran, mise en scène Gabriel Garran, Théâtre de la Commune
- 1977 : Sigismond de Jean-Jacques Tarbes, mise en scène Étienne Bierry, Théâtre de Poche Montparnasse